# Nasser Fahimi
Nasser Fahimi (Sanandaj, 8 maggio 1974) è un medico e attivista iraniano, prigioniero di coscienza noto per essere la prima importante figura politica iraniana ad aver chiesto la revoca della sua cittadinanza.

## Biografia
Nato a Sanandaj l'8 maggio 1974, in una lettera aperta indirizzata all'Alto commissariato delle Nazioni Unite per i diritti umani, Michelle Bachelet, e al Presidente degli Stati Uniti d'America, Joe Biden, ha chiesto di condannare con più enfasi la violazione dei diritti umani da parte della Repubblica islamica.
Arrestato per la prima volta nel 1998, nel 2010 (dopo 21 giorni di arresto in un luogo sconosciuto), è stato trasferito nella prigione di Evin.
È stato anche condannato a 10 anni di carcere nel 2014, dal giudice Abolqasem Salavati con l'accusa di fare parte di gruppi di opposizione. È stato anche imprigionato nel carcere di Fashafouyeh per un anno, dove gli è stato negato l'accesso ai servizi medici.
In un messaggio alla guida suprema Ali Khamenei e al presidente Hassan Rouhani, Fahimi ha chiesto alla magistratura di revocare la sua cittadinanza ufficiale a causa della dittatura del regime.